# Аменемопет
Аменемопет  (дав.-гр. Аменофтіс) — давньоєгипетський фараон з XXI династії.

## Життєпис
Був сином Псусеннеса I.
Кришка саркофагу Аменемопета була зроблена з блоків, що належать до Стародавнього царства.
Жрець Манефон писав (у цитатах Секста Африкана й Євсевія Кесарійського), Аменофтіс (давньогрецький варіант імені Аменемопет) правил 9 років..
Ймовірно, що він захворів на менінгіт, який і призвів його до смерті.